# District de Kayabe

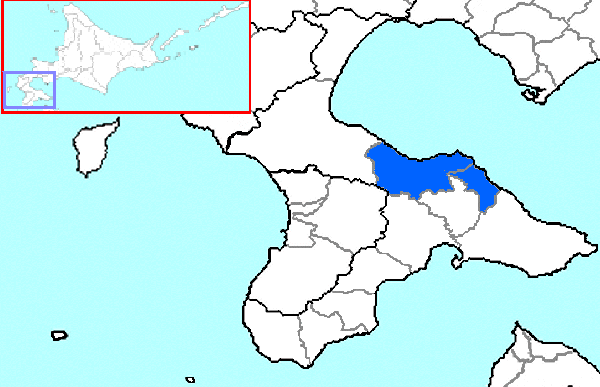
Le district de Kayabe dans la sous-préfecture d'Oshima.

Le district de Kayabe (茅部郡, Kayabe-gun) est un district de la sous-préfecture d'Oshima au Japon.
Au 1er mars 2015, sa population était estimée à 20 982 habitants pour une superficie de 479,43 km2.

## Communes du district
- Mori
- Shikabe